# Стар Трек: Бунтът
„Стар Трек: Бунтът“ (на английски: Star Trek: Insurrection) е предпоследния филм на екипажа на „Следващото поколение“. Действието се развива, когато изчезваща извънземна раса, с помощта на силите на „Звездната флота“/Starfleet/, се опитва да завземе планета с „магически“ свойства, тя се натъква на Кап. Пикар и неговия екипаж от здездолета Enterprise-E, които защитават хората на планетата, миролюбивата раса Ба`ку, както и идеалите на самата Федерация на обединените планети.

## Сюжет
Лт. Дейта е на мисия да изследва и наблюдава Ба`ку, на чиято планета има радиация, способна да регенерира и удължава живота на нейните обитатели, които живеят в хармония с природата, отхвърлили технологията. Тяхната планета и култура е изучавана от Старфлиит и същества наречени Со`на в пълна секретност. Но Со`на, предвождана от Ру`афо, възнамерява да отвлече Ба`ку, за да си присвоят планетата заедно със Старфлиит и да регенерират телата си. Но те не подозират за високата лоялност на екипажа на Enterprice към Първата директива на флота. От създаването на флота, Първата директива е съвсем ясна - „Нито една експедиция на Старфлиит не трябва да се намесва в естественото развитие на друга цивилизация“. В случая Пикар е конфронтиран от заповед, подронваща Първата директива. Ако той се подчини, 600 миролюбиви жители на Ба`ку, ще бъдат насилствено преместени далеч от своя забележителен свят, заради, според сведенията, милиони други, които биха се възползвали от фонтана на младостта на Ба`ку, като нескончаема сила. Ако Пикар не се подчини, той рискува кариерата и живота си. Но той има само един избор- да възстане срещу флота, за да запази непокътнат този Рай.

## Филми от поредицата за „Стар Трек“
Поредицата „Стар Трек“ включва 14 филма:
- „Стар Трек: Филмът“ (1979)
- „Стар Трек II: Гневът на Хан“ (1982)
- „Стар Трек III: В търсене на Спок“ (1984)
- „Стар Трек IV: Пътуване към вкъщи“ (1986)
- „Стар Трек V: Последната граница“ (1989)
- „Стар Трек VI: Неоткритата страна“ (1991)
- „Стар Трек: Космически поколения“ (1994)
- „Стар Трек VIII: Първи контакт“ (1996)
- „Стар Трек: Бунтът“ (1998)
- „Стар Трек: Възмездието“ (2002)
- „Стар Трек“ (2009)
- „Пропадане в мрака“ (2013)
- „Стар Трек: Отвъд“ (2016)
- „Стар Трек: Секция 31“ (2025)